# Le Jeune Homme, la Mort et le Temps
Ne doit pas être confondu avec La Jeune Fille et la Mort.
Le Jeune Homme, la Mort et le Temps (titre original : Bid Time Return) est un roman fantastique américain de Richard Matheson publié en 1975. En France, il est paru en 1977. Le thème est le voyage dans le temps.

## Genèse
Au cours d'un voyage en famille dans le Nevada, Richard Matheson est fasciné par le portrait de l’actrice américaine Maude Adams (1872-1953) qu'il voit dans un théâtre ancien, le Piper's Opera House, à Virginia City. « Cette photographie était tellement bien », a-t-il dit, « que je suis tombée amoureux d'elle en imagination. Que se passerait-il si la même chose arrivait à un gars et qu'il pouvait remonter le temps ? ». Matheson fait alors des recherches sur la vie de l'actrice et est frappé par son isolement volontaire. Pour écrire le roman, il s'installe pendant plusieurs semaines à l'Hotel del Coronado à San Diego (le lieu où se déroule le roman) ; il enregistre ses impressions sur un dictaphone tout en faisant par lui-même l’expérience du rôle de Richard Collier. Matheson a reporté sur le personnage d'Elise McKenna quantité d'éléments de la biographie de Maude Adams. 
Le titre original du roman (Bid Time Return) est tiré d'une phrase de la pièce de théâtre Richard II de Shakespeare : O call back yesterday, bid time return. 

## Résumé
Richard Collier, un scénariste de 36 ans, est atteint d'une tumeur au cerveau inopérable. Après avoir fait un pile ou face, il décide de passer ses derniers jours dans un hôtel de luxe ancien, l'Hotel del Coronado. Il devient obsédé par la photographie d'une célèbre comédienne de théâtre, Elise McKenna, qui s'est produite dans ce même hôtel dans les années 1890. Il s'informe et apprend qu'elle était sous la coupe d'un manager exagérément protecteur du nom de William Fawcett Robinson, qu'elle ne s'était jamais mariée et qu'elle avait semblé avoir vécu une brève histoire d'amour avec un homme mystérieux durant son séjour à l'hôtel en 1896. Plus il en apprend, plus il est persuadé que son destin est de retourner dans le passé et de devenir cet homme mystérieux.
Il effectue des recherches et développe un moyen de voyager dans le temps qui consiste à utiliser son esprit pour se transporter dans le passé. Après beaucoup de difficultés, il y parvient. Il ressent tout d'abord un sentiment de désorientation et ne cesse de craindre d'être ramené dans le présent, mais ces impressions finissent par disparaître.
Quand enfin il rencontre enfin Elise McKenna, il ne sait que lui dire, mais à son grand étonnement, la jeune femme lui demande d'emblée : « Est-ce vous ? » (Elle expliquera plus tard que deux médiums lui ont prédit qu'elle rencontrerait un homme mystérieux précisément à cet endroit et à cet instant). Sans lui dire d'où il vient, Richard entame une relation avec elle, tout en s'adaptant difficilement aux usages de cette époque. Pour une raison inexplicable, ses maux de tête ont disparu, et il pense qu'à terme, le souvenir de venir du futur s'effacera de sa mémoire.
Robinson, l'agent d'Elise, croit que Richard en a juste après l'argent de la comédienne : il paye deux hommes pour l'enlever  et l'abandonner dans une remise, tandis qu'Elise doit prendre le train. Richard réussit à s'échapper et à retourner à l’hôtel ; là il constate que la jeune femme n'est pas partie comme prévu. Dans une chambre, ils s'aiment passionnément.
Au milieu de la nuit, Richard sort de la chambre et tombe sur Robinson. Après une brève empoignade, Richard regagne rapidement la chambre. Machinalement, il sort une pièce de sa poche. Il se rend compte trop tard que c'est une pièce des années 1970 : dès qu'il la voit il est aspiré vers le présent.
À la fin du livre, on apprend que Richard est mort peu après. Un médecin affirme que cette expérience de voyage dans le temps ne s'est produite que dans l'esprit de Richard, et qu'il s'agit d'un fantasme extrême d'un mourant. Mais le frère de Richard, qui a décidé de publier le journal intime de Richard, n'est pas totalement convaincu.

## Le voyage dans le temps
Le moyen utilisé par Richard dans le roman pour voyager dans le temps s'inspire de celui décrit par l'auteur John Boynton Priestley dans son livre d’essai L'Homme et le Temps (Man and Time, 1964). Ce moyen consiste à pratiquer l'autohypnose afin de persuader son esprit qu'il est dans le passé. Ainsi, le passé historique de l’hôtel où se trouve Richard l'aide à cet accomplissement, tout comme le costume des années 1890 qu'il a acheté. Une méthode similaire de voyage dans le temps a été utilisée dans Le Voyage de Simon Morley (Time and Again), un roman de Jack Finney écrit cinq ans plus tôt.

## Adaptation au cinéma
- 1980 : Quelque part dans le temps (Somewhere in Time), film américain de Jeannot Szwarc, avec Christopher Reeve et Jane Seymour

## Distinction
- Prix World Fantasy du meilleur roman 1976.

## Éditions françaises
- 1977 : Le Jeune Homme, la Mort et le Temps, Richard Matheson ; traduit par Ronald Blunden, Denoël, coll. « Présence du futur » no 230, 330 p. (réédité en 1990)  (ISBN 2-207-30230-X) (BNF 34701743)
- 2000 : Le Jeune Homme, la Mort et le Temps, Richard Matheson ; traduit par Ronald Blunden, Gallimard, coll. « Folio SF » no 34, 330 p.  (ISBN 2-07-041614-3) (BNF 37199307)
- 2014 : Par-delà la légende : romans, Richard Matheson ; traduit par Ronald Blunden ; Gallimard, coll. « Folio SF » ; no 499, 734 p.  (ISBN 978-2-07-046157-8) (BNF 44206531) Réunit : Je suis une légende (I Am Legend) ; L'Homme qui rétrécit (The Shrinking Man) et Le Jeune Homme, la Mort et le Temps (Bid Time Return)